# Фрипорт (Мэн)
Фрипорт (англ. Freeport) — город в округе Камберленд, штат Мэн, США. Согласно данным переписи населения США 2010 года, население города составляет 7879 человек.

## История
Фрипорт был основан 14 февраля 1789 года на территории, выделенной из округов Норт-Ярмут и Праутс-Гор. В 1849 году через город была проложена железная дорога.

## География
Город находится в юго-западной части штата, на берегу залива Каско, на расстоянии приблизительно 54 километров к юго-юго-западу (SSW) от Огасты, административного центра штата. Абсолютная высота — 29 метров над уровнем моря.

Согласно данным бюро переписи населения США, площадь территории города составляет 120,36 км², из которых, 89,87 км² приходится на сушу и 30,49 км² (то есть 25,3 %) на водную поверхность.

Климат Фрипорта влажный континентальный (Dfb в классификации климатов Кёппена), с морозной, снежной зимой и теплым летом. Среднегодовое количество осадков — 1196,3 мм.

## Демография
По данным переписи населения 2010 года в Фрипорте проживало 7879 человек (3735 мужчин и 4144 женщины), 2173 семьи, насчитывалось 3209 домашних хозяйств и 3690 единиц жилого фонда. Средняя плотность населения составляла около 87,7 человека на один квадратный километр.

Расовый состав города по данным переписи распределился следующим образом: 95,2 % — белые, 0,57 % — афроамериканцы, 0,36 % — коренные жители США, 2,26 % — азиаты, 0,01 % — жители Гавайев или Океании, 0,24 % — представители других рас, 1,36 % — две и более расы. Число испаноязычных жителей любых рас составило 1,05 %.

Из 3209 домашних хозяйств в 32,6 % — воспитывали детей в возрасте до 18 лет, 55,8 % представляли собой совместно проживающие супружеские пары, в 8,2 % семей женщины проживали без мужей, в 3,7 % семей мужчины проживали без жён, 32,3 % не имели семьи. 25,1 % от общего числа семей на момент переписи жили самостоятельно, при этом 10 % составили одинокие пожилые люди в возрасте 65 лет и старше. Средний размер домашнего хозяйства составил 2,4 человека, а средний размер семьи — 2,89 человека.

Население города по возрастному диапазону по данным переписи 2010 года распределилось следующим образом: 22,8 % — жители младше 18 лет, 5,3 % — между 18 и 24 годами, 22 % — от 25 до 44 лет, 34,7 % — от 45 до 64 лет и 15,3 % — в возрасте 65 лет и старше. Средний возраст жителей составил 45 лет.

## Достопримечательности
В четырёх километрах к западу от города находится Пустыня штата Мэн.